# Katia Benth
Katia Benth (Caienna, 16 novembre 1975) è un'ex velocista francese, originaria della Guyana francese, vice-campionessa mondiale nella staffetta 4×100 metri femminile.

## Biografia
Nata a Caienna, si trasferisce in Francia per continuare la sua formazione nell'atletica leggera che la porterà a far parte di una staffetta vincente in occasione degli Europei del 1998. L'anno successivo, insieme a Patricia Girard, Muriel Hurtis e Christine Arron, ha vinto una medaglia d'argento ai Mondiali.
Benth nella sua carriera ha rappresentato i colori francesi a tre edizioni consecutive delle Universiadi, vincendo tre medaglie. È stata 2 volte campionessa nazionale nel 1999 e nel 2003.
A settembre 2019, viene reso pubblico che ha dovuto subire un'operazione che le ha portato all'amputazione della gamba sinistra.

## Palmarès
| Anno                                    | Manifestazione          | Sede             | Evento      | Risultato        | Prestazione | Note |
| --------------------------------------- | ----------------------- | ---------------- | ----------- | ---------------- | ----------- | ---- |
| In rappresentanza della Francia         |                         |                  |             |                  |             |      |
| 1997                                    | Universiadi             | Catania          | 100 m piani | Bronzo           | 11"35       |      |
| 1997                                    | Universiadi             | Catania          | 200 m piani | Argento          | 23"31       |      |
| 1997                                    | Mondiali                | Atene            | 200 m piani | Quarti di finale | 23"20       |      |
| 1997                                    | Europei under 23        | Turku            | 100 m piani | 5ª               | 11"56       |      |
| 1997                                    | Europei under 23        | Turku            | 200 m piani | Bronzo           | 23"19       |      |
| 1997                                    | Europei under 23        | Turku            | 4×100 m     | dnf              | dnf         |      |
| 1998                                    | Europei                 | Budapest         | 200 m piani | Batteria         | 23"69       |      |
| 1998                                    | Europei                 | Budapest         | 4×100 m     | Oro              | 42"59       |      |
| 1999                                    | Universiadi             | Palma di Maiorca | 100 m piani | Argento          | 11"23       |      |
| 1999                                    | Mondiali                | Siviglia         | 100 m piani | Quarti di finale | 11"28       |      |
| 1999                                    | Mondiali                | Siviglia         | 4×100 m     | Argento          | 42"06       |      |
| 2001                                    | Mondiali                | Edmonton         | 100 m piani | Quarti di finale | 11"54       |      |
| 2001                                    | Universiadi             | Pechino          | 100 m piani | 6ª               | 11"72       |      |
| In rappresentanza della Guyana francese |                         |                  |             |                  |             |      |
| 1999                                    | Campionati CAC          | Bridgetown       | 100 m piani | Oro              | 11"47       |      |
| 1999                                    | Campionati CAC          | Bridgetown       | 200 m piani | Oro              | 22"87       |      |
| 2001                                    | Campionati sudamericani | Manaus           | 100 m piani | OC               | 11"48       |      |

## Altre competizioni internazionali
1998
- 7ª in Coppa del mondo ( Johannesburg), 4×100 m - 43"70

2000
- in Coppa Europa ( Gateshead), 4×100 m - 42"97

2001
- in Coppa Europa ( Brema), 100 m piani - 11"38